# Vadmöllan
Vadmöllan är en gård i Håstads socken i Lunds kommun belägen vid Kävlingeån cirka 10 kilometer norr om Lund invid Lilla Håstad. 
Vadmöllan har sitt namn efter den vattendrivna kvarn (mölla på skånska) som tidigare låg vid Kävlingeån. Det har även funnits åtminstone ett stenslageri, ett bryggeri och en trätoffelaffär i Vadmöllan.